# Domènec Torrent
Domènec Torrent Font (Santa Coloma de Farners, 1962. július 14. –) spanyol labdarúgó, edző. 2024 óta a mexikói San Luis vezetőedzője. 

## Pályafutása
Domenec Torrent Santa Coloma de Farners városában született Girona tartományban. Játékosként középpályás poszton szerepelt az 1980-as években az alsóbb osztályú Olot és Guíxols csapataiban. Edzői pályafutása elején irányította a Palafrugell, a Palamós és a Girona csapatát is, majd a Barcelona második csapatánál Josep Guardiola segítője lett. A 2007–2008-as szezonban negyedosztályú bajnokságot nyertek a csapattal, ezt követően pedig Torrent követte Guardiolát a Barcelona, a Bayern München és a Manchester City csapatához is. Tizenegy évet dolgoztak együtt, ezalatt az idő alatt 24 jelentős trófeát nyertek. 2018 nyarán az észak-amerikai bajnokságban szereplő New York City vezetőedzője lett.

## Sikerei, díjai

### Menedzser asszisztensként
Barcelona B
- Tercera División (1): 2007–08[5]

Barcelona
- La Liga (3): 2008–09,[5] 2009–10, 2010–11
- Copa del Rey (2): 2008–09,[5] 2011–12
- Spanyol Szuperkupa (3): 2009, 2010, 2011
- Bajnokok Ligája (2): 2008–09,[5] 2010–11
- UEFA-szuperkupa (2): 2009, 2011
- FIFA-klubvilágbajnokság (2): 2009, 2011

Bayern München
- Bundesliga (3): 2013–14, 2014–15, 2015–16[5]
- DFB-Pokal (2): 2013–14, 2015–16
- UEFA-szuperkupa (1): 2013
- FIFA-klubvilágbajnokság (1): 2013

Manchester City
- Premier League (1): 2017–18[5]
- Ligakupa (1): 2017–18[6]